# Largo Bargellini
Largo Piero Bargellini è una piazza di Firenze che fiancheggia la basilica di Santa Croce e va da piazza Santa Croce a via San Giuseppe; vi si accede inoltre da via delle Pinzochere e via San Cristofano.

## Storia
La strada si chiamava anticamente via dei Malcontenti per il passaggio dei condannati a morte verso i patiboli oltre la porta della Giustizia (attuale piazza Piave), nome che poi oggi appartiene a un tratto più avanzato e periferico del percorso. Per tutto il Novecento fu il tratto terminale di via San Giuseppe, poi, dopo la morte del sindaco e studioso di Firenze Piero Bargellini fu a lui ridedicata, con delibera datata 18 gennaio 1988. Il sindaco dell'alluvione viveva infatti in questa zona (in via delle Pinzochere a palazzo Bargellini), a cui era particolarmente legato.
La dedica recente si evince anche dalla rinumerazione degli edifici, che fu fatta nella maniera più semplice, a progressione in senso orario (come tipico delle piazze), ma senza tener conto del tradizionale sistema di numeri rossi, per gli ingressi commerciali, e blu/neri, per quelli residenziali. 
Oggi la demarcazione con la più stretta via San Giuseppe è più evidente che in passato, da quando fu costruita la sporgente cappella Niccolini (nel Seicento) e poi il famedio (1915-1945) dell'architetto Lensi.

## Edifici
Lo slargo, introdotto dalla statua di Dante in angolo con la piazza, è diviso in due anime: a sud quella religiosa, rappresentata dal fianco della basilica di Santa Croce, e a nord quello residenziale e commerciale, caratterizzato da una serie di edifici. Qui vicino si trovava un tempo il convento delle Pinzochere, abitato dalle terziarie che si occupavano della pulizia e del riassetto della basilica finché non vennero soppresse da Cosimo I de' Medici sull'onda di dicerie circa il loro comportamento. A loro memoria, oltre che la titolazione di una vicina via, resta il nome del portico che fiancheggia la basilica e di una porta laterale, oggi murata ma ancora visibile, attraverso cui esse accedevano alla chiesa. 
| Immagine | N°      | Nome                    | Descrizione |
| -------- | ------- | ----------------------- | --- |
|          | s.n.    | Basilica di Santa Croce | Sul fianco sinistro è addossata alla basilica un porticato trecentesco, detto delle Pinzochere, che venne restaurato e ingrandito a metà dell'Ottocento. Sotto di esso, oltre all'ingresso e la biglietteria per la basilica, si possono vedere numerosi stemmi gentilizi incassati nella parete e due monumenti funebri più consistenti: quello di Alamanno Caviccioli, del 1337 circa, e, oltre la porta laterale, quello di Francesco de' Pazzi di un seguace di Tino di Camaino, con un sarcofago poggiante su cariatidi. |
|          | s.n.    | Famedio di Santa Croce  | La cripta di Santa Croce, un lungo ambiente sotto al transetto della basilica, fu edificata a partire dal 1294, come prima fabbrica del complesso. Ridotta a deposito di materiali di scarto, anche per i danni inferti dall'alluvione del 1844, vi fu rimesso mano solo negli anni trenta del Novecento. Vi venne infatti deciso di creare un sacrario per le vittime fiorentine della prima guerra mondiale, e dal 1933, anche un "Sacrario dei martiri fascisti", su progetto dell'architetto Alfredo Lensi. Nel 1938 il sacrario fu ampliato per includervi le memorie di questi soldati fiorentini periti "per l'Impero e per la Spagna": furono poste allora delle lastre di marmo nero coi nomi dei defunti incisi in lettere dorate, in ordine alfabetico e corredati del grado militare.                                                                                               |
|          | 1 rosso | Palazzo Gargiolli       | Affacciato anche su via de' Pepi e su piazza Santa Croce, l'edificio si presenta nelle belle forme assunte nel corso di un rifacimento ottocentesco. Sviluppato su tre piani per sette assi mostra un portone protetto da un balcone retto da vistose mensole a volute e foglie d'acanto, di buona qualità esecutiva, attualmente tinteggiate e presumibilmente in pietra artificiale. |
|          | 2       | Palazzetto              | Si tratta di un edificio a tre piani e con il fronte a cinque assi, con interasse irregolare (3 + 2), a indicare come probabilmente sia frutto dell'unificazione di due più antiche case. Sul primo asse, in corrispondenza dell'accesso a un esercizio commerciale, è un elegante stemma mediceo arricchito da due ampi nastri svolazzanti, presumibilmente in terracotta. Non è stato tuttavia possibile reperire nessuna notizia su questa presenza e non è da escludere, nonostante la qualità del manufatto e il suo carattere cinquecentesco, che possa trattarsi di una realizzazione recente, posta a nobilitare l'accesso di una precedente bottega artigiana che occupava i locali. |
|          | 5-6     | Palazzetto              | In angolo con via delle Pinzochere si trova una palazzina, arrangiata su 5 assi sul largo e quattro sulla via, per un'altezza di quattro piani più un'ampia altana coperta. Si segnala, al piano terra lato Santa Croce, la presenza di una cornice centinata, che farebbe pensare a un'antica buchetta del vino tamponata; una seconda si trova su via delle Pinzochere. |
|          | 9-10    | Palazzina               | La palazzina presenta un fronte riconfigurato nel Settecento, organizzato su quattro assi per quattro piani, con l'ingresso decentrato a destra, a indicare come l'attuale immobile nasca con ogni probabilità dall'unificazione di due precedenti case. Sul lato sinistro, al piano nobile, tra il primo e il secondo asse, è uno scudo con un toro furioso (presumibilmente proveniente da una precedente collocazione, vista la riduzione dello scudo del tutto affogato nell'intonaco), identificabile come stemma di una delle varie famiglie che avevano assunto per la propria arme questa figura (per il quartiere di Santa Croce il toro furioso può ad esempio essere riconducibile ai Dieciauti, ai Bucelli e ai Salvetti). Si segnala tuttavia come l'arme si presenti nelle stesse identiche forme anche su altri due edifici: in via dell'Oriuolo 30 e in via Giuseppe Giusti 35. |
|          | 11-12   | Casa                    | L'edificio si imposta sull'angolo di via San Cristofano, dove, con i suoi quattro piani, si sviluppa in profondità per cinque assi mentre il fronte principale, su largo Piero Bargellini si limita a due assi, come è proprio delle antiche case a schiera, soprelevate e modificate nel corso del tempo (si veda in questo caso il relativamente recente balcone che segna il primo piano per tutta l'estensione del fronte). All'altezza del primo piano, di uno stemma familiare in pietra, ben conservato, di inusitata ricchezza decorativa, e tuttavia di qualità esecutiva (in particolare per gli elementi dell'arme) mediocre, comunque non identificato, forse una versione semplificata dello stemma Niccolini. |
|          | 14      | Casa                    | L'edificio, con la facciata organizzata su due assi e attualmente di cinque piani, non mostra all'esterno elementi architettonicamente significativi. Sopra al portalino ad arco si trova un pietrino di forma ovale che, per quanto eroso, è ancora forse identificabile come contrassegno delle proprietà immobiliari della congregazione di Gesù Pellegrino con sede in via San Gallo all'altezza di via degli Arazzieri: vi è infatti scolpita a bassorilievo una figura riconoscibile come Gesù in abito da pellegrino, che cammina appoggiandosi a un bordone. Il largo bordo che funge da cornice (come documentano altri esemplari) è accompagnato da una iscrizione oramai frammentaria. Si lamentano i molti cavi elettrici che, passando sulla facciata, coprono buona parte del manufatto.                                                                                          |
|          | 15-16   | Casa                    | Il semplice edificio, di quattro piani su due assi, presenta la tipica conformazione delle case a schiera medievali, con un portoncino sulla sinistra che, tramite le scale interne, permette di raggiungere le abitazioni ai piani superiori, e al piano terra un ampio fondaco accessibile da un portale più ampio, dove oggi si trova un ristorante, ma che anche anticamente ospitava una "pizzicheria e canova di vini", come ricorda l'antica insegna marmorea ancora esistente. |